# Sjaak Stuurman
Sjaak Stuurman (Engels: Stan Shunpike) is een personage uit de serie boeken rond Harry Potter van de Engelse schrijfster Joanne Rowling.
Sjaak Stuurman is conducteur van de Collectebus. Hij is ongeveer 18 jaar, heeft een lang postuur, heel veel puistjes en draagt meestal een paars uniform.
In het derde deel ontmoet Harry Sjaak en zijn vriend Goof Blikscha als hij onbewust de Collectebus oproept. Ook vraagt Harry aan Sjaak wie de man op de foto van de Ochtendprofeet is. Sjaak legt uit dat dit Sirius Zwarts is.
In het zesde deel wordt hij gearresteerd en naar Azkaban gestuurd, omdat hij ervan wordt verdacht een Dooddoener te zijn. In het zevende en laatste deel blijkt dat Sjaak niet meer in Azkaban zit, maar meedoet met de aanval op Harry. Echter uit het uitdrukkingsloze gezicht kan worden afgeleid dat hij onder de Imperiusvloek verkeert en daardoor geen eigen wil meer heeft, en dus ook geen Dooddoener is.